# 1805
Cette page concerne l'année 1805  du calendrier grégorien.
L'année 1805 est une année commune qui commence un mardi.

## Événements
- 30 janvier : début du deuxième voyage de l’explorateur britannique Mungo Park[1]. Partit de Gambie le 27 avril, il se rend de nouveau à Bamako, puis à Sansanding, puis meurt noyé dans les rapides de Boussa alors qu’il tentait d’atteindre Tombouctou par le Niger (1806)[2].

- 20 février : arrivée d’une ambassade du roi d’Abomey Adandozan à Bahia, au Brésil[3].

- 13 avril : les partisans d’Usman dan Fodio s’emparent de l'état Haoussa du Kabi[4].
- 27 avril et 13 mai, guerre de Tripoli : victoire des États-Unis sur le dey de Tripoli à la bataille de Derna[5].

- 14 mai : Méhémet Ali (Muhammad-Ali) est élu Pasha d'Égypte par la population du Caire après la déposition de Khursit Pacha (fin en 1848). Le 9 juillet, le sultan ottoman Sélim III reconnaît son autorité sous la pression des autorités religieuses du Caire. Méhémet Ali appuie sa politique sur la société égyptienne contre les Mamelouks et les Ottomans[6].

- 4 juin : traité de Tripoli. Le pacha de Tripoli renonce à percevoir un tribut des États-Unis, mais les actes de piraterie continuent[7].

- 7 novembre : Lewis et Clark atteignent le Pacifique[8].
- Novembre : victoire d’Usman dan Fodio à Alwasa sur une armée coalisé (Gober, Peul, Touareg, Zamfara et Kebbi)[9]. Modibbo Adama (mort en 1847) est désigné par Usman dan Fodio pour convertir à l’islam les peuples du plateau du Nord du Cameroun. Les Peuls domineront tout le plateau du sud qui depuis porte son nom (Adamaoua)[10].

- Campagne de l’Asante contre les pays du Sud, Assim, Fanti, Akwapim, Wassa et Akyem (fin en 1816)[11]. Victoire des Ashanti sur les Assin à  la bataille de Kyikyiwere[12].

### Asie
- 15 janvier (3 janvier du calendrier julien), guerre russo-persanne : Paul Tsitsianov s’empare de la forteresse de Gandja[13].

- 10 avril : traité de paix entre les Britanniques et Ranjit Singh, qui est reconnu comme un souverain indépendant[14]. La plupart des chefs sikhs le considèrent comme le souverain légitime du Pendjab. Il crée un État qui s’appuie aussi bien sur les Sikhs (10 % de la population du Pendjab) que sur les Musulmans et les Hindous. Il doit pour cela écarter une secte sikhe extrémiste, les Akalis, qui réclamait l’instauration d’une théocratie.

- 30 juillet : 
  - Charles Cornwallis devient gouverneur général des Indes[15]. Il meurt le 5 octobre.
  - Rappel de Arthur Wellesley de Wellington, gouverneur général de Madras et du Bengale, en raison du coût de ses conquêtes[16].

- Août : les wahhabites assiègent Médine et La Mecque. Médine capitule à la fin de l'année, La Mecque en février 1806[17].

- 23 novembre  : le gouverneur intérimaire des Indes, George Barlow, conclu avec les Mahrattes un traité qui met définitivement fin à la guerre[15].

- Les janissaires s’emparent du pouvoir à Alep (fin en 1813)[18].
- Début du règne de Chao Anou, roi de Vientiane, au Laos. Il tente de s’affranchir de la tutelle siamoise en s’appuyant sur son suzerain, le Vietnam pour restaurer la puissance du Laos (1826)[19].

### Europe

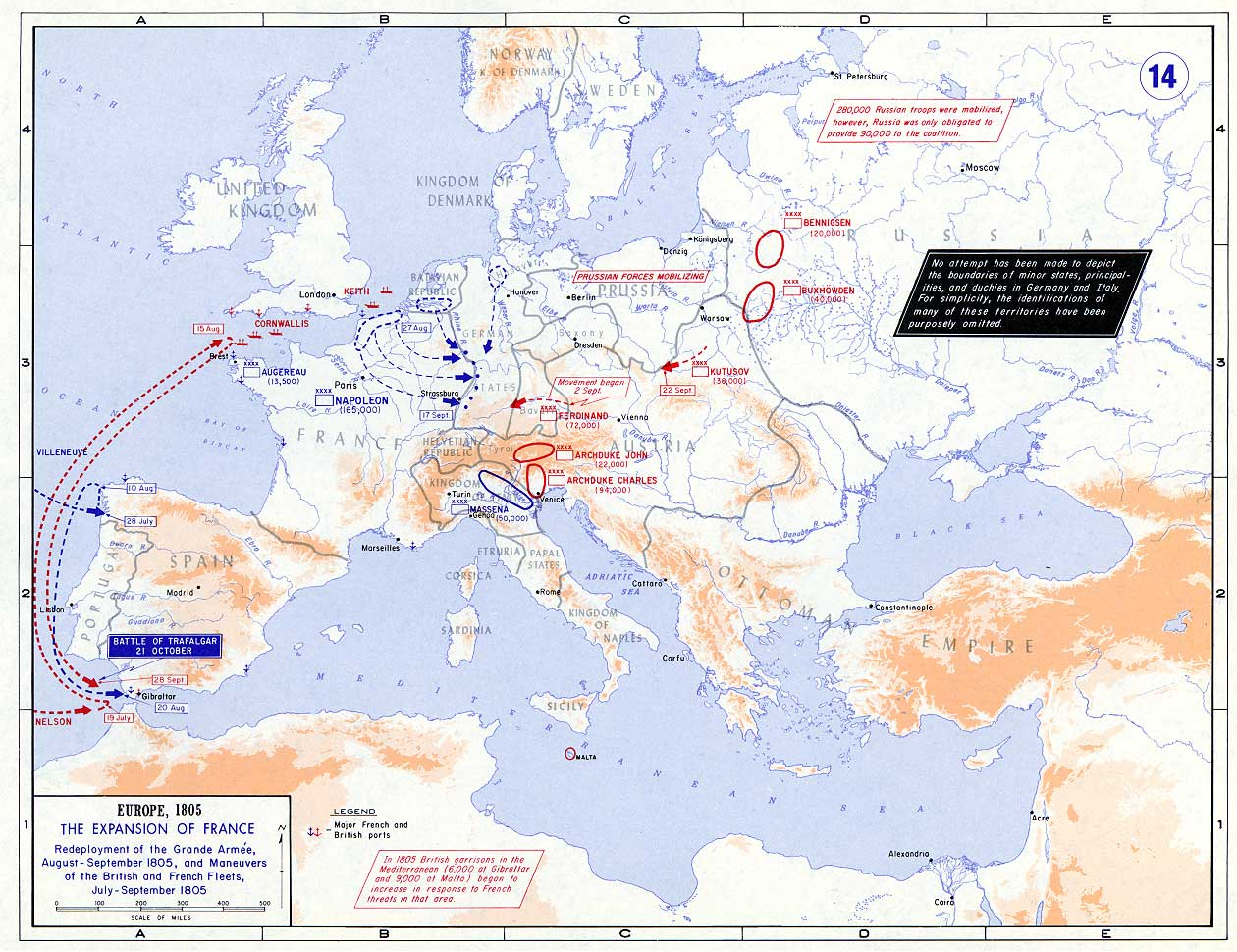
Situation stratégique de l'Europe

- 4 janvier : convention navale entre la France et l'Espagne[20]. Napoléon projette d’envahir le Royaume-Uni avec 200 000 hommes et 2 500 navires, regroupés au camp de Boulogne[21].

- 17 mars : la République italienne devient le royaume d’Italie. Le contrôle français devient plus direct. Napoléon devient roi d’Italie. Eugène de Beauharnais est nommé vice-roi d’Italie (7 juin)[22].
- 30 mars : l’amiral Villeneuve, commandant la flotte franco-espagnole, quitte le port de Toulon pour la Martinique sur ordre de l’empereur, afin d’attirer aux Antilles les croisières britanniques de Nelson et revenir rapidement vers Boulogne pour embarquer l’armée qui franchirait la Manche avant que les escadres britanniques ne puissent l’en empêcher[23]. En revenant vers la Manche, il se heurte à une seconde flotte britannique et doit chercher refuge dans les ports espagnols le 22 juillet. Nelson bloque Villeneuve à Cadix.

- 11 avril : traité de Saint-Pétersbourg. Alliance entre la Russie et le Royaume-Uni dans le but de rétablir la France dans ses frontières de 1792. Formation d'une Troisième Coalition contre la France (Autriche, Royaume-Uni, Russie, Naples, Suède). L’Autriche accède définitivement à la coalition le 9 août[24].
- 29 avril : la « Communauté batave » est dirigée par le grand-pensionnaire Schimmelpenninck (1805-1806). Il entreprend des réformes importantes : fiscalité directe, éducation primaire publique, centralisation[25].

- 16 juin : l’Autriche rejoint la Troisième Coalition[26].
- 30 juin : la Ligurie est annexée à la France et divisée en trois départements[27].

- 10 juillet : Castlereagh devient ministre de la Guerre au Royaume-Uni (1805-1806, 1807-1809)[28].
- 16 juillet : bataille navale des îles Chausey[29].
- 21 juillet :  le duché de Parme et Plaisance est réuni à la France[30].
- 22 juillet : bataille du Cap Finisterre. Villeneuve se réfugie avec 31 vaisseaux au Ferrol, puis à Cadix, où il est bloqué par la flotte britannique[23].

- 11 août : règlement politique des écoles allemandes[31]. Décret confirmant l’obligation scolaire et fixant les règles de l’institution scolaire dans la monarchie habsbourgeoise jusqu’en 1869[32].
- 24 août : Napoléon abandonne l’idée d’envahir le Royaume-Uni et se tourne vers les forces austro-russes[33].
- 25 août : traité de Bogenhausen, alliance de la Bavière et de la France[34].
- 27 août : la Grande Armée quitte le camp de Boulogne pour gagner l’Europe centrale[35]. Début de la campagne d’Allemagne.

- 3 septembre : alliance du grand-duché de Bade et de la France[36].
- 10 septembre : le roi de Naples, réfugié en Sicile, adhère à la coalition contre la France[37].
- 23 septembre : renouvellement de l’alliance russo-turque[38].
- 25 septembre : les troupes françaises sont alignées sur le Rhin[39], les coalisés se déploient ; Les Autrichiens se concentrent en Italie, dans le Tyrol et sur le Danube pour bloquer l’accès à Vienne. Britanniques, Suédois, Russes se réunissent en Allemagne du Nord pour marcher sur le Hanovre. Les Russes envoient deux armées pour renforcer l’armée autrichienne.

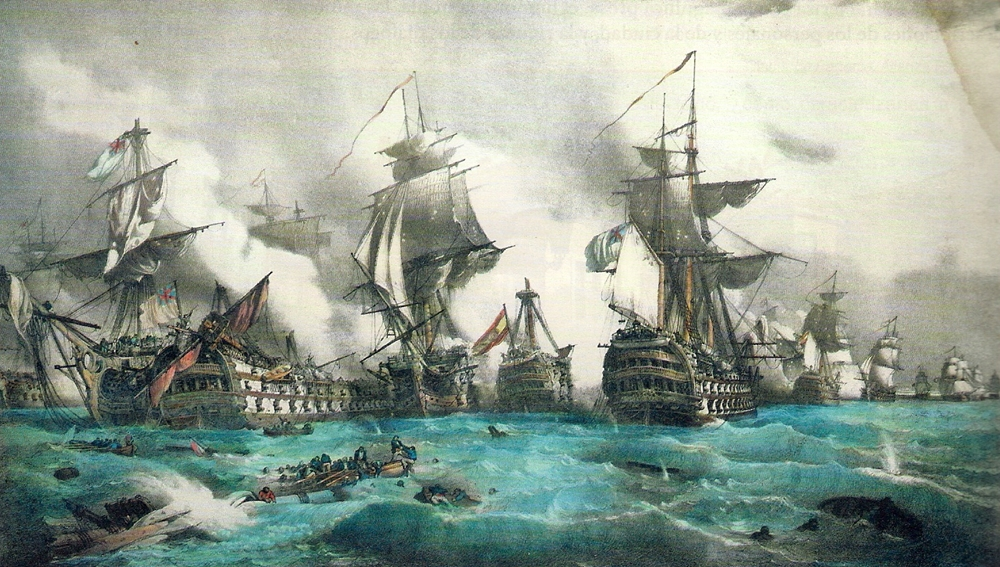
21 octobre : bataille de Trafalgar.

- Octobre, campagne d’Autriche. : victoires françaises sur l’Autriche à Donauwörth (7 octobre), Wertingen (8 octobre), Günzburg (9 octobre), Haslach-Jungingen (11 octobre), Memmingen, Elchingen (14 octobre), Langenau (16 octobre), Neresheim (17 octobre)[40],[41].
- 3 octobre : Gustave IV de Suède s’allie avec le Royaume-Uni[42].
- 5 octobre : alliance du royaume de Wurtemberg et de la France[36].
- 15 octobre - 19 octobre : victoire de Napoléon à Ulm, l’armée du général autrichien Karl Mack est faite prisonnière[40]. Napoléon, en un mois, a réussi à isoler l’armée autrichienne du Danube. Les troupes françaises marchent sur Vienne.
- 18 octobre : victoire française sur l’Autriche de Masséna à la bataille de Vérone[43].
- 21 octobre : défaite de l’amiral Pierre de Villeneuve face à Horatio Nelson au cap Trafalgar. L'amiral britannique défait la flotte franco-espagnole mais meurt pendant la bataille. L’amiral espagnol Gravina est mortellement blessé lui aussi. Les flottes espagnoles et françaises sont pratiquement détruites[44].
- 25 octobre : entrevue de Berlin entre Alexandre Ier de Russie et Frédéric-Guillaume III de Prusse[45].
- 30 octobre : victoire française sur l’Autriche à la bataille de Caldiero (Masséna)[40]. En Autriche, le général Beaumont remporte un engagement près de Ried.
- 31 octobre - 1er novembre : victoire française sur les troupes russes et autrichiennes à la bataille de Lambach[46].

- 3 novembre :

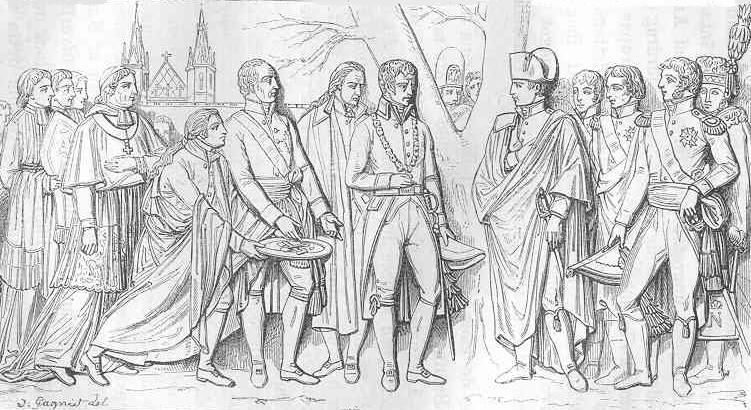
13 novembre : Napoléon Ier à Vienne.

  - victoire navale britannique sur la France bataille du cap Ortegal[36].
  - traité de Potsdam. La Prusse entre dans la coalition contre la France mais se garde d’intervenir militairement[45].
- 5 novembre : victoire française à la bataille d'Amstetten[46].
- 8 novembre : victoire française au combat de Maria-Zell[24].
- 11 novembre : bataille de Dürenstein, indécise[24].
- 13 novembre : Napoléon Ier occupe Vienne (fin le 13 janvier 1806)[47]. Les troupes russes rejoignent l’armée autrichienne au nord de Vienne, mais sont vaincues à Austerlitz.
- 16 novembre : succès stratégique russe à la bataille d'Hollabrunn ; Koutouzov parvient à se retirer en sacrifiant son arrière-garde commandée par Bagration[24].
- 28 novembre : victoire austro-russe à la bataille de Wischau[46].

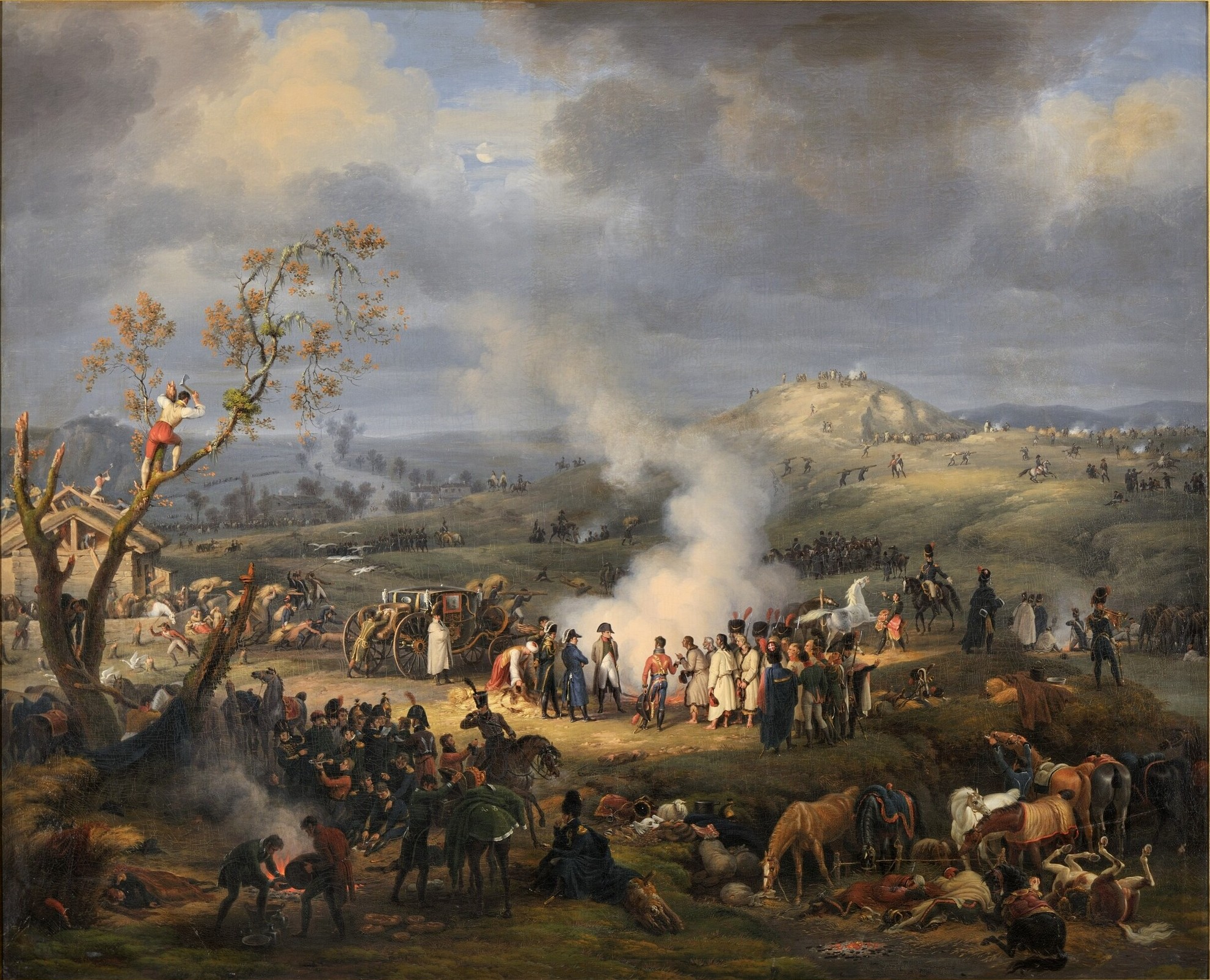
2 décembre : Les bivouacs d’Austerlitz, par L.-F. Lejeune

- 2 décembre : victoire décisive de Napoléon Ier à Austerlitz, contre la coalition austro-russe[24].
- 16 décembre : traité de Schönbrunn ; la Prusse, restée neutre, obtient le Hanovre mais abandonne Clèves sur le Rhin et Neuchâtel en Suisse[45].
- 24 décembre : Johann Philipp Stadion (1763-1824) devient chancelier en Autriche après la disgrâce de Cobenzl, jugé responsable de la déroute[48].
- 26 décembre : traité de Presbourg, fin de la Troisième Coalition. L’Autriche perd la Vénétie, l’Istrie et la Dalmatie qui sont incorporées au royaume d'Italie. Elle cède le Tyrol et le Vorarlberg à la Bavière et quelques territoires au royaume de Wurtemberg et au grand-duché de Bade. Liquidation du Saint-Empire et la naissance de l’empire d’Autriche[24].
- 27 décembre : Napoléon Ier détrône les Bourbons de Naples et nomme son frère Joseph roi de Naples le 30 mars suivant. Il lui donne les forces nécessaires pour conquérir son royaume[49].

## Naissances en 1805
- 13 janvier : Paquiro (Francisco Montes), matador espagnol († 4 avril 1851).
- 22 janvier : José Domínguez Bécquer, peintre espagnol († 26 janvier 1841).

- 8 février : Auguste Blanqui, révolutionnaire socialiste français († 1er janvier 1881).
- 13 février : Édouard de Verneuil, paléontologue français († 29 mai 1873).
- 15 février : Louise Bertin, poétesse et compositrice française († 26 avril 1877).
- 27 février : Pharamond Blanchard, peintre d'histoire et de genre, dessinateur, lithographe, illustrateur et écrivain français († 19 décembre 1873).

- 2 mars : Alexandre Desgoffe, peintre français († 27 juillet 1882).
- 5 mars : Théodore Labarre, compositeur et virtuose de la harpe français († 9 mars 1870).

- 2 avril : Hans Christian Andersen, poète et auteur danois († 4 août 1875).
- 20 avril : Franz Xaver Winterhalter, peintre et lithographe allemand († 8 juillet 1873).
- 30 avril : Louis des Isnards, peintre français († 25 mars 1888).

- 1er mai : Johann Jacoby, médecin et homme politique prussien († 6 mars 1877).
- 2 mai : Ferdinand Heinrich Müller, historien, géographe et ethnographe prussien puis allemand († 8 avril 1886).
- 11 mai : Friedrich Kochhann, homme politique allemand († 11 février 1890).

- 10 juin : Victor Baltard, architecte français († 13 janvier 1874).
- 27 juin : Napoléon Coste, guitariste, compositeur et pédagogue français († 17 février 1883).
- 28 juin : Adolph Schroedter, peintre et graphiste allemand († 9 décembre 1875).
- 29 juin : Alexis-Michel Eenens, lieutenant-général, homme politique et historien militaire belge († 9 janvier 1883).
- 30 juin : Louis Godefroy Jadin, peintre paysagiste et animalier français († 24 juin 1882).

- 3 juillet : Jean-Baptiste Nothomb, homme politique belge († 16 septembre 1881).
- 25 juillet : Constantino Brumidi, peintre italien († 19 février 1880).
- 29 juillet : Alexis de Tocqueville, homme politique et écrivain français († 16 avril 1859).

- 2 août : Gottlieb Gassen, peintre allemand († 3 juin 1878).
- 4 août : William Rowan Hamilton, mathématicien, physicien et astronome irlandais († 2 septembre 1865).
- 25 août : Auguste Jugelet, peintre français († 22 octobre 1874).
- 30 août : Jacques Raymond Brascassat, peintre français († 28 février 1867).

- 4 septembre : Imre Mikó, homme politique et historien hongrois († 16 septembre 1876).
- 14 septembre : Karl August Milde, industriel et homme politique prussien († 24 août 1861).
- 18 septembre : Francis Cornwall Sherman, homme politique américain († 7 novembre 1870).
- 21 septembre : Josep Brocà i Codina, compositeur, guitariste et militaire catalan († 3 février 1882).
- 28 septembre : Wenceslao Paunero, militaire, homme politique et diplomate espagnol puis argentin († 27 juin 1871)
- 30 septembre : Giuseppe Gauteri,  peintre italien († 11 décembre 1878).

- 4 octobre : Adolphe d'Hastrel, capitaine d'artillerie de marine, peintre, aquarelliste et lithographe français († 1er juillet 1874).
- 15 octobre : Wilhelm von Kaulbach, peintre allemand († 7 avril 1874).
- 19 octobre : Espérance Langlois, peintre et graveuse française († 4 décembre 1864).
- 20 octobre : Madame Albert, actrice de théâtre française († 24 mars 1960).
- 29 octobre : August Heinrich Simon, homme politique allemand († 16 août 1860).

- 9 novembre : Harriot Kezia Hunt, médecin et militante américaine des droits des femmes († 2 janvier 1875).
- 14 novembre : Fanny Mendelssohn, compositrice et pianiste allemande († 14 mai 1847).
- 15 novembre :
  - Leopold von Zenetti, compositeur autrichien († 12 octobre 1892).
  - Teresa Palczewska, actrice et danseuse polonaise († 22 août 1858).
- 19 novembre : Ferdinand de Lesseps, diplomate et entrepreneur français († 7 décembre 1894).
- 30 novembre :
  - Nicolas Victor Fonville, peintre, lithographe et graveur français († 12 novembre 1856).
  - Christian Ruben, peintre et artiste du vitrail allemand († 9 juillet 1875).

- 1er décembre : Léon Viardot, peintre français († 15 décembre 1899).
- 6 décembre : Auguste Pichon, peintre néoclassique français († 18 octobre 1900).
- 7 décembre : Jean-Eugène Robert-Houdin, inventeur, producteur de spectacles et magicien français († 13 juin 1871).
- 10 décembre : Karl Ferdinand Sohn, peintre allemand († 25 novembre 1867).
- 16 décembre : Isidore Geoffroy Saint-Hilaire, zoologiste français († 10 novembre 1861).
- 17 décembre : Paul Jourdy, peintre français († 28 octobre 1856).
- 23 décembre : Joseph Smith, premier président de la Communauté du Christ et de l'Église de Jésus-Christ des saints des derniers jours († 27 juin 1844).
- 25 décembre : Léon Gatayes, harpiste, compositeur, critique musical et chroniqueur sportif français († 1er février 1877).
- 28 décembre : Eftimie Murgu, juriste, avocat, professeur de philosophie et homme politique roumain  († 30 avril 1870).

- Vers 1805 : Remigia Salazar, imprimeuse, éditrice et écrivaine philippine († 1860).

## Décès en 1805
- 17 janvier : Abraham Hyacinthe Anquetil-Duperron, indianiste et traducteur français (° 7 décembre 1731).

- 17 février : Josephus Nicolaus Laurenti, médecin et naturaliste autrichien (° 4 décembre 1735).
- 22 février : Léonard Defrance, peintre liégeois (° 5 novembre 1735).

- 21 mars : Jean-Baptiste Greuze, peintre français (° 21 août 1725).

- 4 avril : Jean-Gabriel Cerré, marchand canadien (° 12 août 1734).

- 7 mai : William Petty FitzMaurice, ancien Premier ministre de Grande-Bretagne (° 2 mai 1737).
- 9 mai : Friedrich von Schiller, poète et dramaturge allemand, auteur de pièces d’une grande intensité dramatique, dans l’esprit du Sturm und Drang (° 10 novembre 1759)
- 28 mai : Luigi Boccherini, compositeur italien (° 19 février 1743).

- 19 juin : Louis Jean François Lagrenée, peintre français (° 30 décembre 1724).

- 2 juillet : Patrick Russell, médecin et naturaliste britannique (° 6 février 1726).
- 26 juillet : Raffaele Gioia, peintre italien (° 1757).

- 21 août : Louis d'Ussieux, écrivain et historien français (° 30 mars 1744).

- 9 septembre : Fulchran-Jean Harriet, peintre français (° 1776).
- 13 septembre : Francesco Maggiotto,  peintre italien (° 1738).

- 21 octobre : Horatio Nelson, amiral britannique (° 29 septembre 1758).
- 22 octobre : Joseph-Romain Joly, religieux capucin et écrivain français (° 15 mars 1715).

- 3 décembre : Jean Marie Mellon Roger Valhubert, général français (° 22 octobre 1764).
- 23 décembre : Pehr Osbeck, naturaliste suédois (° 9 mai 1723).
- 27 décembre : Jean-Baptiste Claudot, peintre paysagiste et décorateur lorrain puis français (° 19 septembre 1733).
- 28 décembre : Marie-Thérèse Reboul, peintre française (° 1728).

- Date non indiquée : Teresa Choquehuanca, femme noble.